# Liechtenstein op de Olympische Zomerspelen 2024
Liechtenstein nam deel aan de Olympische Zomerspelen 2024 in Parijs.

## Aantal Deelnemers
Hieronder volgt een overzicht van de atleten die zich reeds gekwalificeerd hebben voor de Olympische Zomerspelen van 2024.
| Sport       | Mannen | Vrouwen | Totaal |
| ----------- | ------ | ------- | ------ |
| Wielersport | 1      | 0       | 1      |
| Totaal      | 1      | 0       | 1      |

## Deelnemers en resultaten

### Wielersport

#### Mountainbiken
Mannen
| atleet          | onderdeel    | tijd    | rang |
| --------------- | ------------ | ------- | ---- |
| Romano Püntener | mountainbike | 1:34:33 | 28   |